# Женская сборная Греции по хоккею на траве
Женская сборная Греции по хоккею на траве — женская сборная по хоккею на траве, представляющая Грецию на международной арене. Управляющим органом сборной выступает Федерация хоккея на траве Греции (англ. Hellenic Hockey Federation).
Сборная занимает (по состоянию на 6 июля 2015) 50-е место в рейтинге Международной федерации хоккея на траве (FIH).

## Результаты выступлений

### Чемпионат Европы (III дивизион)
(EuroHockey Nations Challenge III, до 2011 назывался EuroHockey Nations Challenge I)
- 2013 — 6-е место[2]

### Чемпионат Европы (индорхоккей)
II дивизион
- 2010 — 6-е место[3]